# Bruck-Waasen
Bruck-Waasen war bis 31. Dezember 2017 eine selbstständige Gemeinde mit 2336 Einwohnern (Stand 1. Jänner 2017) mit dem Hauptort Bruck an der Aschach in Oberösterreich im Bezirk Grieskirchen im Hausruckviertel. Die Gemeinde lag im Gerichtsbezirk Peuerbach.
Am 6. November 2016 fand eine Abstimmung statt, ob Bruck-Waasen mit den Nachbargemeinden Peuerbach und Steegen zusammengelegt werden soll. Die Bewohner von Peuerbach und Bruck-Waasen stimmten mehrheitlich dafür, die Bewohner von Steegen mehrheitlich dagegen. Somit wurde nur Bruck-Waasen mit Peuerbach zusammengelegt.
Die Fusionsgemeinde führt den Namen Stadtgemeinde Peuerbach weiter.

## Geografie
Geografisch lag die ehemalige Gemeinde auf 377 m Höhe im Hausruckviertel. Die Ausdehnung betrug von Nord nach Süd 7,5 km, von West nach Ost 8,6 km. Die Gesamtfläche betrug 28,38 km². Etwa zehn Prozent der Fläche sind bewaldet, etwa 80 % werden landwirtschaftlich genutzt.

### Gliederung der ehemaligen Gemeinde
Die ehemalige Gemeinde umfasste folgende 44 Ortschaften (Bevölkerung am 1. Jänner 2017 nach Ortschaften):
- Adenbruck (63)
- Aichet (31)
- Blindenau (18)
- Brandstätten (31)
- Breitau (78)
- Bruck an der Aschach (160)
- Buch (115)
- Dunkenedt (13)
- Eckartsroith (51)
- Erleinsdorf (30)
- Feichten (13)
- Freiling (9)
- Fuchshub (132)
- Gschwendthäuser (16)
- Höhenstein (402)
- Holzleithen (16)
- Hötzmannsberg (27)
- Hub (30)
- Itzling (18)
- Kastlingeredt (81)
- Mittereibach (18)
- Mühlbrenning (61)
- Niederaching (22)
- Niederensfelden (19)
- Niederweiding (23)
- Nußbaum (11)
- Oberaching (26)
- Oberndorf (56)
- Oberngrub (18)
- Oberweiding (22)
- Parz bei Gattern (18)
- Pfarrhofheuberg (176)
- Prambeckenhof (23)
- Ratzling (19)
- Schieferhub (112)
- Sölden an der Straß (43)
- Staureth (7)
- Stefansdorf (75)
- Untereibach (7)
- Unterheuberg (76)
- Usting (90)
- Waasen (17)
- Waasnerau (46)
- Winkl (17)

Die Gemeinde bestand aus zwei Katastralgemeinden:
- Bruck (1.108,22 ha)
- Waasen (1.730,91 ha)

## Geschichte
Die erste schriftliche Erwähnung von Waasen erfolgte um das Jahr 1190, jene von Bruck um 1236.
Ursprünglich im Ostteil des Herzogtums Bayern liegend, gehörte das Gebiet seit dem 12. Jahrhundert zum Herzogtum Österreich. Seit 1490 wird es dem Fürstentum Österreich ob der Enns zugerechnet. Während der Napoleonischen Kriege war das Gebiet mehrfach besetzt.
Seit 1918 gehört das Gebiet zum Bundesland Oberösterreich. Nach dem Anschluss Österreichs an das Deutsche Reich am 13. März 1938 gehörte das Gebiet zum Gau Oberdonau, 1945 erfolgte die Wiederherstellung Oberösterreichs.
Am 1. Jänner 2018 erfolgte die Fusionierung der Gemeinde mit der Nachbargemeinde Peuerbach.

## Bevölkerungsentwicklung
1991 hatte die Gemeinde laut Volkszählung 2212 Einwohner, 2001 dann 2302 Einwohner. Vom 1. Jänner 2017 liegt mit 2336 Einwohnern die letzte Zahl vor der Fusionierung mit Peuerbach vor.

## Kultur und Sehenswürdigkeiten
- Freisitz Schifferhub
- Freisitz Steindlbach

## Politik

### Ehemalige Bürgermeister von Bruck-Waasen
- 1873–1906: Johann Zehetmayr
- 1906:–1906 Johann Humer
- 1906–1912: Anton Lugmair
- 1912–1942: Josef Wohlmair
- 1942–1945: Alois Trappmair
- 1945–1946: Alois Schmidauer
- 1946–1955: Johann Zauner
- 1955–1967: Josef Aschauer
- 1967–1984: August Mayrhuber
- 1984–1997: Rudolf Mayr
- 1997–2006: Josef Emprechtinger
- 2006–2017: Peter Sattlberger (ÖVP)

### Wappen
Blasonierung (Offizielle Beschreibung) des Gemeindewappens:
„Geteilt; oben in Gold ein schwarzer, rot bezungter, wachsender Steinbock, unten in Blau drei silberne, zwei zu eins gestellte Ringe.“
Die Gemeindefarben waren Blau-Weiß-Grün.
Das 1988 verliehene Gemeindewappen vereint die Stammwappen zweier Adelsgeschlechter, die einst Besitzer der Herrschaft Bruck an der Aschach waren. Der Steinbock ist das Wappen der Grafen Strattmann, die drei Ringe stammen aus dem Wappen der 1493 ausgestorbenen Vatershaimer.